# Эгамназаров, Анвар
Анвар Эгамназаров — советский деятель сельского хозяйства, Герой Социалистического Труда.

## Биография
Родился в 1924 году в селении Дурмон. Член КПСС с 1951 года.
В 1934—1945 гг. — хлопковод, звеньевой колхоза «Кзыл Узбекистан».
В 1945—1960 гг. — бригадир полеводческой бригады колхоза «Кзыл Узбекистан» Орджоникидзевского района Ташкентской области Узбекской ССР.
В 1960—1967 гг. — главный агроном колхоза «Кзыл Узбекистан».
В 1967—1984 гг. — председатель, член правления образцово-показательного колхоза «Кзыл Узбекистан».
Указом Президиума Верховного Совета СССР от 11 января 1957 года присвоено звание Героя Социалистического Труда с вручением ордена Ленина и золотой медали «Серп и Молот».
Избирался депутатом Верховного Совета Узбекской ССР 8-го созыва.
Умер в Кибрае в 1991 году.

## Награды и звания
- Герой Социалистического Труда (11.01.1957).
- орден Ленина (11.01.1957)
- орден Октябрьской Революции (14.02.1975)
- орден Дружбы народов (04.03.1980)
- орден «Знак Почёта» (08.04.1971)